# 1311
| [ Edytuj tabelę ]                          |                                                                           |
| Książę Małopolski                          | - 1306 Władysław I Łokietek 1320                                          |
| Król Albanii                               | - 1301 Filip I 1332                                                       |
| Współksiążęta Andory                       | - 1309 Ramon Trebailla 1326 - 1302 Gaston I 1315                          |
| Król Angkoru                               | - 1307 Idradżajawarman 1327                                               |
| Król Anglii                                | - 1307 Edward II 1327                                                     |
| Król Aragonii i Walencji, hrabia Barcelony | - 1291 Jakub II Sprawiedliwy 1327                                         |
| Margrabia Brandenburgii                    | - 1293 Henryk I 1318 - 1304 Waldemar 1319                                 |
| Książę Burgundii                           | - 1306 Hugo V 1315                                                        |
| Książę Dolnej Bawarii                      | - 1290 Otton III 1312 - 1309 Otto IV 1334 - 1309 Henryk XIV Bawarski 1339 |
| Książę Górnej Bawarii                      | - 1294 Rudolf I 1317 - 1294 Ludwik III 1340                               |
| Cesarz Bizancjum                           | - 1282 Andronik II Paleolog 1328                                          |
| Car Bułgarii                               | - 1300 Teodor Swetosław 1322                                              |
| Cesarz Chin                                | - 1308 Wuzong 1311 - 1311 Renzong 1320                                    |
| Król Cypru                                 | - 1310 Henryk II 1324                                                     |
| Król Czech                                 | - 1310 Jan Luksemburski 1346                                              |
| Król Danii                                 | - 1286 Eryk Menved 1319                                                   |
| Władca Egiptu                              | - 1310 An-Nasir Muhammad 1341                                             |
| Cesarz Etiopii                             | - 1299 Uyddym Raad 1314                                                   |
| Król Francji                               | - 1285 Filip IV Piękny 1314                                               |
| Hrabia Holandii                            | - 1304 Wilhelm III 1337                                                   |
| Cesarz Japonii                             | - 1308 Hanazono 1318                                                      |
| Kalif                                      | - 1302 Al-Mustakfi I 1340                                                 |
| Król Kastylii i Leónu                      | - 1295 Ferdynand IV Pozwany 1312                                          |
| Patriarcha Konstantynopola                 | - 1310 Nifon I 1314                                                       |
| Władca Korei                               | - 1308 Ch’ungsŏn 1313                                                     |
| Wielki książę litewski                     | - 1295 Witenes 1316                                                       |
| Cesarz Majapahitu                          | - 1309 Dżajanegara 1328                                                   |
| Sułtan Maroka                              | - 1310 Abu Said Usman II 1331                                             |
| Książę Mediolanu                           | - 1311 Matteo I Wielki 1322                                               |
| Książę Moskwy                              | - 1303 Jerzy Daniłowicz 1325                                              |
| Król Nawarry                               | - 1305 Ludwik I 1316                                                      |
| Król Norwegii                              | - 1299 Haakon V Długonogi 1319                                            |
| Hrabia Palatynatu                          | - 1294 Rudolf I Wittelsbach 1317                                          |
| Papież                                     | - 1305 Klemens V 1314                                                     |
| Król Portugalii                            | - 1279 Dionizy I 1325                                                     |
| Książę Rusi halickiej                      | - 1308 Andrzej II 1323 - 1308 Lew II 1323                                 |
| Cesarz Rzymski (niemiecki)                 | - 1308 Henryk VII Luksemburski 1313                                       |
| Książę Saksonii                            | - 1298 Rudolf I 1356                                                      |
| Król Serbii                                | - 1282 Stefan Urosz II 1321                                               |
| Król Szkocji                               | - 1306 Robert I 1329                                                      |
| Król Szwecji                               | - 1290 Birger I Magnusson 1318                                            |
| Sułtan Turków                              | - 1299 Osman I 1324                                                       |
| Doża Wenecji                               | - 1289 Pietro Gradenigo 1311 - 1311 Marino Zorzi 1312                     |
| Król Węgier                                | - 1308 Karol Robert 1342                                                  |
| Wielki mistrz zakonu krzyżackiego          | - 1311 Karl Bessart von Trier 1324                                        |

Rok 1311 / MCCCXI
stulecia: XIII wiek ~
XIV wiek ~
XV wiek

lata: 1301 «
1306 «
1307 «
1308 «
1309 «
1310 «
1311
» 1312
» 1313
» 1314
» 1315
» 1316
» 1321

## Wydarzenia w Polsce
- W maju wybuchł bunt mieszczan małopolskich przeciw Łokietkowi (Bunt wójta Alberta).

## Wydarzenia na świecie
- 6 stycznia – Henryk VII został królem Włoch.
- 7 lutego – Jan Luksemburski został koronowany na króla Czech.
- 15 marca – Kompania Katalońska rozgromiła nad rzeką Kefisos w Beocji wojska księcia Aten Waltera V.
- 9 czerwca – obraz Maestà Duccia di Buoninsegni został przeniesiony w uroczystej procesji do katedry w Sienie.
- 16 października – papież Klemens V rozpoczął proces otwarcia soboru powszechnego Kościoła katolickiego w Vienne.

## Urodzili się
- 28 stycznia – Joanna II, królowa Nawarry (zm. 1349)

## Zmarli
- 22 stycznia – Gunter von Schwarzburg, komtur grudziądzki i chełmiński (ur. ?)
- 5 marca – Siegrfied von Feuchtwangen, wielki mistrz zakonu krzyżackiego (ur. ?)
- 13 czerwca – Herman, biskup chełmiński (ur. ?)
- 19 sierpnia −  Jordan z Pizy, włoski dominikanin, błogosławiony katolicki (ur. ok. 1260)
- 5 września – Amadej Aba, węgierski możnowładca (ur. ok. 1240)
- 14 grudnia – Małgorzata Brabancka, królowa Niemiec i hrabina Luksemburga (ur. 1276)